# Сойга (приток Северной Двины)
Сойга — река в России, протекает по Архангельской области. Устье реки находится в 502 км по левому берегу реки Северная Двина. Длина реки составляет 110 км.

## Данные водного реестра
По данным государственного водного реестра России относится к Двинско-Печорскому бассейновому округу, водохозяйственный участок реки — Северная Двина от впадения реки Вычегда до впадения реки Вага, речной подбассейн реки — Северная Двина ниже места слияния Вычегды и Малой Северной Двины. Речной бассейн реки — Северная Двина.
По данным геоинформационной системы водохозяйственного районирования территории РФ, подготовленной Федеральным агентством водных ресурсов:
- Код водного объекта в государственном водном реестре — 03020300112103000027098
- Код по гидрологической изученности (ГИ) — 103002709
- Код бассейна — 03.02.03.001
- Номер тома по ГИ — 03
- Выпуск по ГИ — 0